# Саґа-хан

Мон роду Набесіма

Саґа-хан (яп. 佐賀藩, さがはん) — хан в Японії, у провінції Хідзен, регіоні Кюсю.

## Короткі відомості
- Адміністративний центр: містечко Саґа повіту Саґа[1] (сучасне місто Саґа префектури Саґа).

- Інші назви: Хідзен-хан (肥前藩).

- Дохід: 357 000 коку.

- Управлявся родом Набесіма, що належав до тодзама і мав статус володаря провінції (国主). Голови роду мали право бути присутніми у великій залі аудієнцій сьоґуна.

- Дочірні хани: Хасуноїке-хан, Оґі-хан, Касіма-хан.

- Ліквідований 1871 року.

## Правителі
| №  | Ім'я              | Ім'я     | Роки      | Ранг, титул                   | Примітки                           |
| -- | ----------------- | -------- | --------- | ----------------------------- | ---------------------------------- |
|    | Набесіма Наосіґе  | 鍋島直茂 |           | 従五位下 飛騨守               | Другий син Набесіми Кійофуси       |
| 1  | Набесіма Кацусіґе | 鍋島勝茂 | 1607-1657 | 従四位下 信濃守 侍従          | Старший син Набесіми Наосіґе       |
| 2  | Набесіма Міцусіґе | 鍋島光茂 | 1657-1695 | 従四位下 丹後守 侍従          | Четвертий син Набесіми Кацусіґе    |
| 3  | Набесіма Цунасіґе | 鍋島綱茂 | 1695-1706 | 従四位下 信濃守 侍従          | Старший син Набесіми Міцусіґе      |
| 4  | Набесіма Йосісіґе | 鍋島吉茂 | 1707-1730 | 従四位下 丹後守 侍従          | Другий син Набесіми Міцусіґе       |
| 5  | Набесіма Мунесіґе | 鍋島宗茂 | 1730-1738 | 従四位下 信濃守 侍従          | П'ятнадцятий син Набесіми Міцусіґе |
| 6  | Набесіма Муненорі | 鍋島宗教 | 1738-1760 | 従四位下 丹後守 侍従          | Старший син Набесіми Мунесіґе      |
| 7  | Набесіма Сіґемоті | 鍋島重茂 | 1760-1770 | 従四位下 信濃守 侍従          | Дев'ятий син Набесіми Мунесіґе     |
| 8  | Набесіма Сіґехару | 鍋島治茂 | 1770-1805 | 従四位下 肥前守 左近衛権少将  | Десятий син Набесіми Мунесіґе      |
| 9  | Набесіма Норінао  | 鍋島斉直 | 1805-1830 | 従四位下 肥前守 侍従          | Старший син Набесіми Сіґехару      |
| 10 | Набесіма Наомаса  | 鍋島直正 | 1830-1861 | 従四位下 肥前守 中納言 大納言 | Сімнадцятий син Набесіми Норінао   |
| 11 | Набесіма Наохіро  | 鍋島直大 | 1861-1871 | 従四位 信濃守                 | Другий син Набесіми Наомаси        |